# 氟代醇
氟代醇（英語：Fluoroalcohol，或称为氟醇）是指既带有羟基官能团又带有碳－氟鍵的有机化合物，这类化合物通常具有独特的溶剂性质。

## 全氟醇
所有的碳-氢键被碳－氟鍵取代的氟代醇被称为全氟醇（英語：Perfluoroalcohol），最简单的全氟醇是三氟甲醇。大部分的全氟伯醇和全氟仲醇不稳定，如三氟甲醇会在加热下消去一个氟化氢生成碳酰氟，此反应可逆。
CF3OH ⇌ COF2 + HF (I)